# Бужумбурская и Бурундийская епархия
Бужумбурская и Бурунди́йская епархия (греч. Ιερά Επίσκοπη Μπουζουμπούρας και Μπουρούντι) — епархия Александрийской православной церкви на территории Бурунди с кафедрой в городе Бужумбуре.

## История
С конца 1958 года территория епархии входила в состав Центральноафриканской митрополии.
Учреждена 6 октября 2009 года патриаршим и синодальным указом Александрийской Православной Церкви, будучи выделена из состава Центральноафриканской митрополии.
26 ноября 2018 года Священный Синод Александрийской православной церкви повысил статус правящего архиерея епархии до митрополита.
15 февраля 2024 года епархия была разделена на две части: Бужумбурскую и Бурундийскую и Кигалийскую и Руандскую.

## Епископы
- Савва (Химонеттос) (11 октября 2009 — 21 ноября 2012)
- Иннокентий (Бьякатонда) (6 декабря 2012 — 15 февраля 2024)
- Исаак (Цапоглу) (с 24 февраля 2024 года)